# Cybalomia ghardaialis
Cybalomia ghardaialis is een vlinder uit de familie van de grasmotten (Crambidae). De wetenschappelijke naam van de soort is voor het eerst gepubliceerd in 1931 door Constantin Dumont.
De spanwijdte van het mannetje bedraagt 16 millimeter en van het vrouwtje 18 millimeter. 

## Waardplanten
De rups leeft op Capparis spinosa.

## Verspreiding
De soort komt voor in Algerije.